# La Libertà che guida il popolo
La Libertà che guida il popolo (La Liberté guidant le peuple) è un dipinto a olio su tela (260 x 325 cm) del pittore francese Eugène Delacroix, realizzato nel 1830 e conservato nel museo del Louvre a Parigi.

## Contesto storico
Nel 1829 il Re di Francia Carlo X di Borbone, successore di Luigi XVIII, convocò al potere Jules de Polignac, capo della Congregazione, cui affidò la guida di un governo clerical-reazionario. Questo nuovo governo adottò una politica spiccatamente autoritaria, emanando una serie di provvedimenti legislativi con i quali venne ristabilita la censura, sciolse la Camera e varò una nuova legge elettorale favorevole all'aristocrazia terriera. Queste disposizioni liberticide scatenarono la furia dei parigini che, dal 27 al 29 luglio 1830 (le cosiddette «Tre Gloriose Giornate»), si ribellarono contro l'autorità regia e alzarono le barricate nelle strade di Parigi: con il trionfare dell'insurrezione, Carlo X fu costretto a licenziare i suoi ministri, a revocare le ordinanze emesse e, infine, ad abdicare e a riparare in Inghilterra.
Fu proprio questo l'episodio che Eugène Delacroix volle immortalare nel suo dipinto, denominato La Liberté guidant le peuple [La Libertà che guida il popolo], completato nell'autunno del 1830.
(Eugène Delacroix in una lettera al fratello riferendosi a La Libertà che guida il popolo)
La tela, esposta al Salon del 1831, fu acquistata per la cifra di 3.000 franchi dal governo francese (tra i 6000 e gli 8000€ del 2024), che voleva esporla nella sala del Trono del palazzo del Lussemburgo come monito per il «Re Borghese» Luigi Filippo, asceso al trono francese dopo la fuga di Carlo X. L'opera, tuttavia,  venne giudicata troppo pericolosa e «rivoluzionaria» e, pertanto, venne prudentemente confinata in un attico, sprofondando nell'oblio. Da quell'anno in poi fu esposta solo nel 1848, in occasione della Rivoluzione (ma solo per alcune settimane), e nel 1855 all'Esposizione Universale di Parigi, con il permesso del nuovo imperatore Napoleone III. Dal 1874, invece, l'opera fa parte delle collezioni del museo del Louvre, dove è tuttora esposta.

## Descrizione

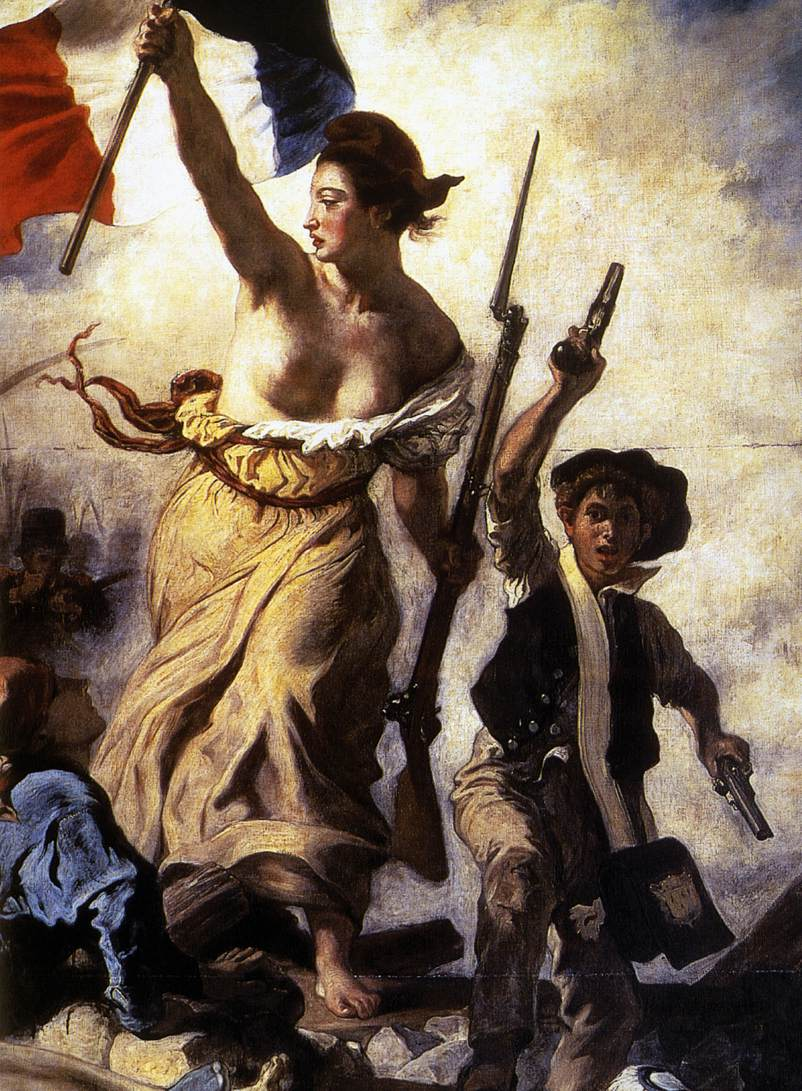
La Libertà che guida il popolo, dettaglio

La Libertà che guida il popolo raffigura tutte le classi sociali unite in lotta contro l'oppressore, guidate dalla personificazione speciale della Francia, Marianne, che in quest'opera assurge anche a simbolo della Libertà. Marianne è colta nell'attimo in cui avanza sicura sulla barricata, sventolando con la mano destra il Tricolore francese (richiamando con evidenza i valori della rivoluzione del 1789) e impugnando con la sinistra un fucile con baionetta, a suggerire la sua diretta partecipazione alla battaglia. Indossa abiti contemporanei e anche un berretto frigio, assunto come simbolo dell’idea repubblicana dai rivoluzionari già nel 1789, ha il seno scoperto e i piedi nudi ed è realistica sino alla peluria sotto le ascelle, particolare che non fu apprezzato dai contemporanei. Nella sua posa monumentale e impetuosa la Libertà esorta il popolo a seguirla e a ribellarsi contro la politica reazionaria di Carlo X.
La Libertà è circondata da una folla tumultuosa, dove Delacroix ha riunito persone di tutte le età e le classi sociali. A destra della donna troviamo un ragazzino armato di pistole, simbolo del coraggio e della lotta dei giovani contro l'ingiustizia della monarchia assoluta. A sinistra, invece, è visibile un intellettuale borghese con un elegante cilindro in testa e una doppietta da caccia in mano (tradizionalmente ritenuto un autoritratto dell'artista, ma forse si tratta di un ritratto di un suo amico d'infanzia, Félix Guillemardet). Ai piedi della Libertà, invece, troviamo una giovane manovale con un grembiule di cuoio, che guarda la fanciulla piena di speranza, come se fosse l'unica in grado di restituire la dignità alla nazione francese.
Dietro questi personaggi iconici si dispiega una massa indistinta di uomini, fucili, e spade: la battaglia, tra l'altro, non è priva di vittime. Alla base del quadro, infatti, giacciono tre cadaveri: a sinistra vi è un insorto dal corpo seminudo, con il macabro particolare del calzino sfilato, mentre a destra troviamo un corazziere e una guardia svizzera, appartenenti alla guardia reale che combatté la rivoluzione di quei giorni. Dietro il fumo degli incendi e degli spari e la coltre di polvere sollevata dai rivoluzionari, inoltre, si intravedono le torri gemelle della cattedrale di Notre-Dame, che stanno a suggerire l'esatta collocazione geografica dell'episodio, ovvero Parigi.

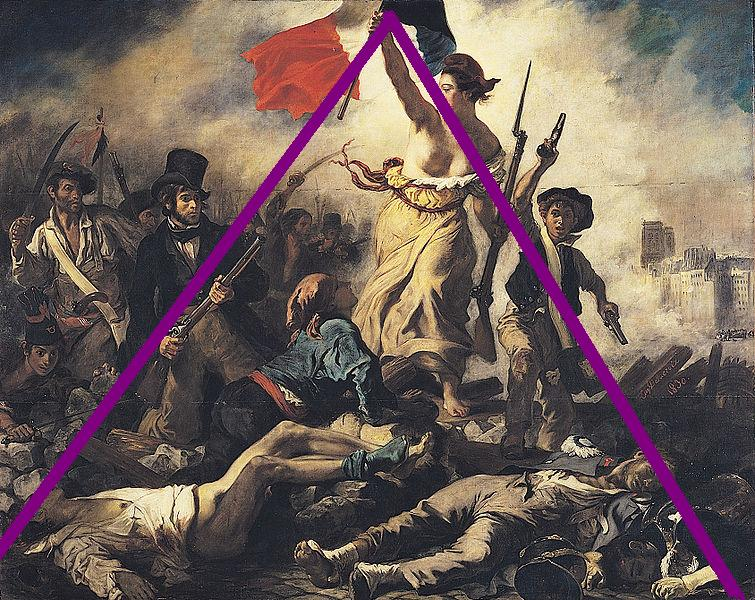
Struttura piramidale de La Libertà che guida il popolo

Due, in particolare, sono le fonti iconografiche consultate da Delacroix per la realizzazione della Libertà che guida il popolo. La prima è la Venere di Milo, statua ellenistica ritrovata nel 1820 ed esposta al Louvre nel 1821: le sue fattezze, infatti, ricordano molto da vicino quelle della Libertà. Delacroix si mostrò assai sensibile anche alla Zattera della Medusa di Théodore Géricault, dalla quale riprese la composizione piramidale, i due uomini riversi in primo piano e il particolare del calzino sfilato del popolano di sinistra. Se, tuttavia, la tela di Géricault rispecchiava lo sconforto e la disperazione dei Francesi dopo il tramonto dell'epopea napoleonica, la materia della Libertà che guida il popolo ha un contenuto spiccatamente ottimistico: nel quadro di Delacroix, infatti, i parigini sono ritornati sulle barricate e sono fiduciosi in sé stessi. Riportiamo di seguito un commento di Giulio Carlo Argan:
(Giulio Carlo Argan)
I colori scuri dell'opera, infine, sono stemperati dalla luminosità dei tre colori repubblicani (blu, bianco, e rosso), che dalla bandiera sventolata dalla Libertà si irradiano in tutta la scena, dalle cinture ai berretti, dalle vesti al sangue.

## Retaggio

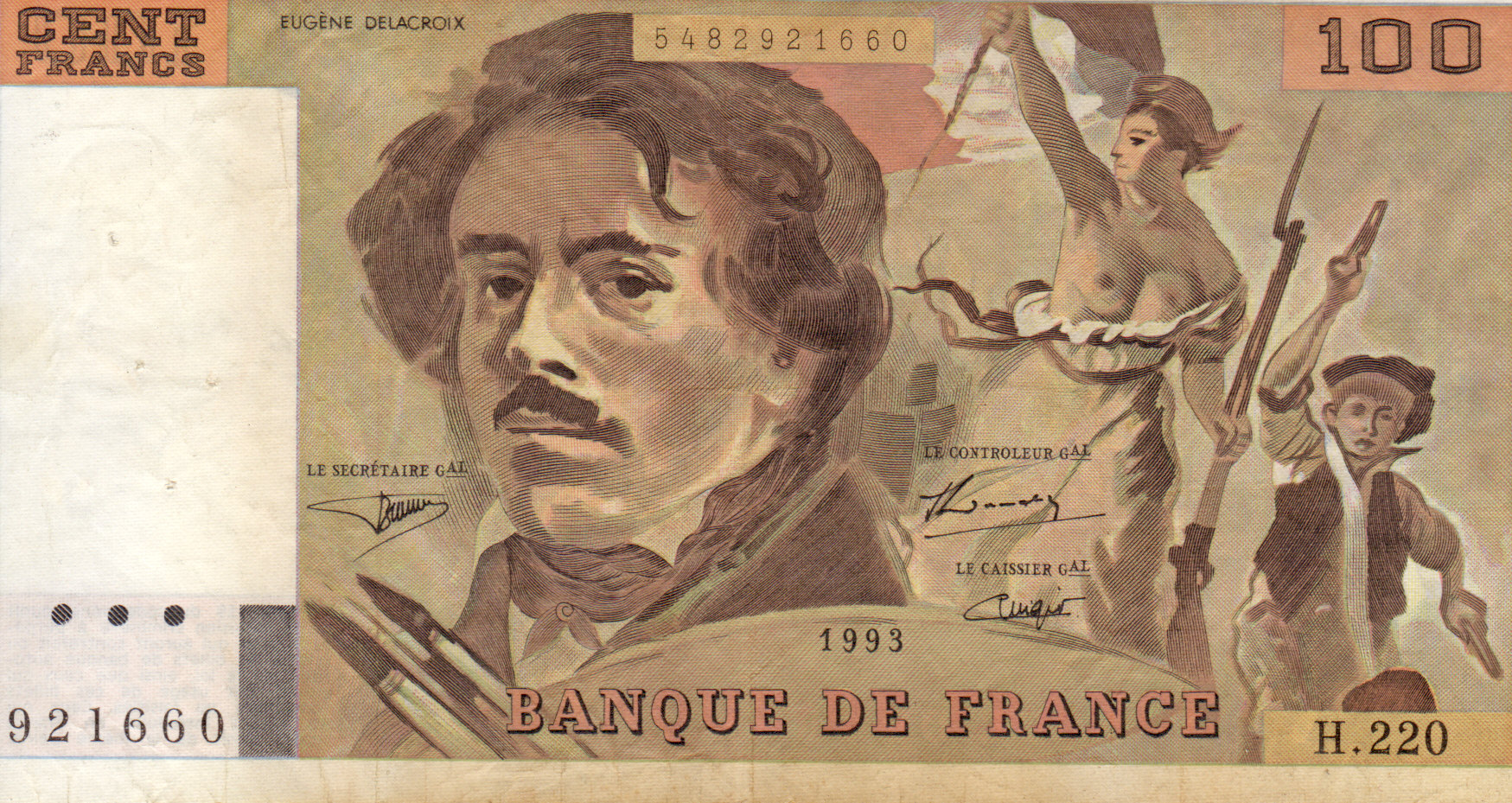
La banconota da 100 franchi (1993)

La Libertà che guida il popolo, «il primo quadro politico nella storia della pittura moderna» secondo Argan, ha avuto sin da subito una grandissima eco per via del suo contenuto acutamente simbolico e celebrativo della libertà, del patriottismo, e della centralità del popolo nella costruzione del destino di una nazione. Secondo Delacroix, infatti, il popolo è in grado di incarnare un ideale superiore e di diventare protagonista della Storia: è in questo modo che la pittura non si popola più esclusivamente di figure mitologiche, eroiche o allegoriche, bensì anche di operai, manovali, artigiani, bambini e «canaglie», come disse scandalizzato un commentatore dell'opera in riferimento al ragazzino con le due pistole.
Si dice che Victor Hugo, nel delineare la figura di Gavroche ne I Miserabili, si sia ispirato proprio al dipinto di Delacroix, precisamente al monello che compare a destra della Libertà: anche Auguste Bartholdi è profondamente debitore della Libertà che guida il popolo per la sua Statua della Libertà.
L'immagine della Libertà, in particolare, è gradualmente assurta a simbolo dei diritti umani. Nel 1944, dopo la liberazione della Francia dal giogo nazista, comparve nei manifesti che celebravano la restituzione del paese alla libertà. Charles de Gaulle ne fece un uso prettamente politico, includendola nei suoi volantini per spingere l'elettorato a votare, così come François Mitterrand, che se ne servì nel 1981 per festeggiare la sua elezione a presidente della Repubblica. La Libertà che guida il popolo, in ogni caso, si è profondamente radicata nell'immaginario collettivo, tanto da apparire nella copertina di un album di Milva, Canti della libertà del 1965 e dei Coldplay (Viva la vida or Death and All His Friends), sulla banconota da 100 franchi, e da esser scelta come immagine-simbolo della contestazione studentesca francese del 1968, del movimento dei diritti delle donne e della fazione repubblicana durante la guerra civile spagnola.